# Cerkiew Spotkania Pańskiego w Petersburgu (1887–1933)
Cerkiew Spotkania Pańskiego – prawosławna cerkiew istniejąca w latach 1887–1933 w Petersburgu.
Fundatorem drewnianej świątyni był zamożny kupiec Aleksandr Dorogin, który w 1884 przekazał na ten cel działkę budowlaną i 30 tys. rubli. Projekt świątyni przygotował architekt Władimir Karpow; obiekt przeznaczony był dla 450 osób. Po dwuletnich pracach budowlanych budynek poświęcił 29 czerwca 1887 metropolita petersburski i ładoski Izydor. Cerkiew posiadała status parafialnej, działały przy niej dwie szkoły. Dwa lata po zakończeniu budowy do obiektu dostawiono drugi ołtarz św. Teodozjusza Czernihowskiego. W 1912 obiekt przeszedł gruntowny remont, zaś malarz Chrustalew wykonał w jego wnętrzu freski.
Cerkiew była czynna do 1933, w ostatnich latach administrowała nią parafia josifiańska. W 1933 została zamknięta na oficjalną prośbę komitetu zakładowego fabryki im. Stalina, a następnie całkowicie rozebrana.